# 張少懷
張少懷（英語：Michael Chang，1980年11月4日—），台灣男演員，畢業於新加坡南洋藝術學院戲劇學系。

## 演藝生涯
張少懷在學生時期曾組樂團，擅長吉他、薩克斯風等樂器。由於他喜愛戲劇表演，出道後參與多部電影和電視劇演出。2006年，張少懷以《聖稜的星光》入圍第41屆金鐘獎戲劇節目類最佳男配角獎，2013年再以《含苞欲墜的每一天》入圍第48屆金鐘獎戲劇節目男配角獎。

## 家庭成員
父親為綜藝節目主持人張菲，叔叔是歌手費玉清，姑姑是費貞綾，妻子為演員翁馨儀。

## 演出作品

### 長篇電視劇
| 年份   | 劇名                 | 角色     | 備註                                 |
| 2006年 | 《聖稜的星光》       | 鮭爺     | 入圍第41屆金鐘獎戲劇節目最佳男配角獎 |
| 2010年 | 《牽紙鷂的手》       | 于邁成   |                                      |
| 2011年 | 《華麗的挑戰》       | 旭方導演 |                                      |
| 2013年 | 《含苞欲墜的每一天》 | 羅先生   | 入圍第48屆金鐘獎戲劇節目男配角獎     |
| 2013年 | 《沒有名字的甜點店》 | 蔡湘民   |                                      |
| 2014年 | 《徵婚啟事》         | 毛振宇   | 入圍第50屆金鐘獎戲劇節目男配角獎     |
| 2019年 | 《遺失的1/2》        | 民宿老闆 |                                      |
| 2021年 | 《逆局》             | 0089     |                                      |

### 電視電影
| 年份   | 劇名           | 角色         | 備註 |
| 2012年 | 《愛你一百年》 | 林秉浩(浩子) |      |
| 2012年 | 《遺忘》       | 許醫師       |      |

### 電影
| 年份   | 片名               | 角色                           | 備註                         |
| 2005年 | 《我的逍遙學伴》   |                                |                              |
| 2008年 | 《小熊歷險記》     | 警察                           |                              |
| 2008年 | 《渺渺》           | K                              |                              |
| 2010年 | 《大笑江湖》       |                                |                              |
| 2011年 | 《命運化妝師》     | 蕭致任                         |                              |
| 2012年 | 《轉山》           | 書偉                           |                              |
| 2012年 | 《甜·祕密》        | 麥可                           |                              |
| 2013年 | 《明天記得愛上我》 | Simon                          |                              |
| 2013年 | 《愛情無全順》     | 鄭啓成                         |                              |
| 2014年 | 《白米炸彈客》     | 楊東才(阿才)                   |                              |
| 2014年 | 《逆轉勝》         | BG                             |                              |
| 2015年 | 《青田街一號》     | 模型男                         | 入圍第52屆金馬獎最佳男配角獎 |
| 2015年 | 《刺客聶隱娘》     | 蔣士則                         |                              |
| 2016年 | 《奉子不成婚》     | 林湘海                         |                              |
| 2016年 | 《六弄咖啡館》     | 學校教官/比薩店老闆/寵物店員工 |                              |
| 2016年 | 《銷售奇姬》       | 街頭流浪漢                     |                              |
| 2017年 | 《健忘村》         | 劉大夫                         |                              |
| 2017年 | 《大佛普拉斯》     | 釋迦                           |                              |
| 2017年 | 《天生不對》       |                                |                              |
| 2018年 | 《市長夫人的秘密》 | 程見                           |                              |
| 2018年 | 《小美》           | 靈媒                           |                              |
| 2019年 | 《大三元》         | 東方不敗                       |                              |
| 2019年 | 《陽光普照》       | 駕訓班學生                     |                              |
| 2020年 | 《喜從天降》       | 林先生                         |                              |
| 2020年 | 《怪胎》           | 張震                           |                              |
| 2020年 | 《腿》             | 約翰                           | 入圍第57屆金馬獎最佳男配角獎 |
| 2021年 | 《瀑布》           | 急診室醫師                     |                              |
| 2024年 | 《默殺：無聲之地》 | 小文                           |                              |

### 電影短片/微電影
| 年份   | 片名                                            | 角色       |
| 2011年 | 《10+10─到站停車》                              | 被追男子   |
| 2011年 | 《5樓之2》                                      | 費小石     |
| 2011年 | 《發現生活新味愛情故事》第3集雙子座/第7集天秤座 | 何正風     |
| 2012年 | 《四分人》                                      |            |
| 2012年 | 《愛在思念中》                                  | 文清       |
| 2013年 | 《晚餐》                                        |            |
| 2015年 | 《台北工廠II-愛情肥皂劇》                       |            |
| 2018年 | 《逆行》                                        | 偷情男     |
| 2020年 | 《停車》                                        | 精神科醫師 |

### 音樂錄影帶
- 2011年 周杰倫《世界未末日》[2]
- 2016年 林俊傑《Too Bad》[3]

### 廣告
- 2013年 京都念慈菴《枇杷潤喉糖-風火大篇》[4]
- 2022年 京都念慈菴《此聲摯愛-啾咪潤喉糖篇》[5]
- 2022年 京都念慈菴《此聲摯愛-啾咪雙層枇杷軟喉糖篇》[6]

## 獎項

### 金鐘獎
| 年份   | 頒獎典禮     | 獎項                       | 影片                 | 角色   | 結果 |
| ------ | ------------ | -------------------------- | -------------------- | ------ | ---- |
| 2006年 | 第41屆金鐘獎 | 戲劇節目男配角獎           | 《聖稜的星光》       | 副主任 | 提名 |
| 2013年 | 第48屆金鐘獎 | 戲劇節目男配角獎           | 《含苞欲墜的每一天》 | 羅先生 | 提名 |
| 2015年 | 第50屆金鐘獎 | 戲劇節目男配角獎           | 《徵婚啟事》         | 毛振宇 | 提名 |
| 2016年 | 第51屆金鐘獎 | 迷你劇集／電視電影男主角獎 | 《奉子不成婚》       | 林湘海 | 提名 |

### 金馬獎
| 年份   | 頒獎典禮     | 獎項         | 影片           | 角色             | 結果 |
| ------ | ------------ | ------------ | -------------- | ---------------- | ---- |
| 2015年 | 第52屆金馬獎 | 最佳男配角獎 | 《青田街一號》 | 模型男(色魔鄰居) | 提名 |
| 2020年 | 第57屆金馬獎 | 最佳男配角獎 | 《腿》         | 約翰             | 提名 |

## 外部連結
- 張少懷的Facebook專頁
- 張少懷的新浪微博
- 張少懷在香港影庫上的簡介
- 張少懷在豆瓣上的资料（简体中文）
- 張少懷在时光网上的簡介（简体中文）
- 張少懷在互联网电影资料库（IMDb）上的資料（英文）
- 張少懷在台灣電影網上的資料（繁體中文）